# Christina Undhjem
Christina Janet Undhjem (11. februar 1976) er en norsk sangerinde og sangskriver fra Røros, men har i en del år boet i Bergen og 13 år i Danmark.
Hun er halvsøster til sangeren Eivind Løberg.
Undhjem er særlig kendt fra popgruppen You Know Who og for at medvirke på julesangen "Let Love Be Love", som hun sang sammen med Juice, S.O.A.P. og Remee.

## Karriere
I 1995 var hun én af finalisterne i den norske talentkonkurrence Med blikket mot stjernene (kendt som Stars in Their Eyes i Storbritannien), hvor hun imiterede Whitney Houston. Året efter deltog hun i den internationale finale European Soundmix Show i Holland, hvor hun kom på en delt andenplads.
Efter at have emigreret til Danmark i 1995 gik hun på Den Rytmiske Højskole i Vig, hvor hun mødte Lars H. Jensen og Martin M. Larsson. De tre dannede popbandet You Know Who, hvor Undhjem blev forsanger, og skrev kontrakt med Universal. Gruppens selvbetitlede debutalbum fra 1997 solgte 48.000 eksemplarer i Danmark, og hittede med singler som "Good & Evil" og "Guantanamera". Derefter solodebuterede hun med albummet Watching You i 1998, produceret af bl.a. Cutfather & Joe og de tidligere bandmedlemmer fra You Know Who. Det solgte 25.000 eksemplarer.
I 1998 sang Undhjem på julesinglen "Let Love Be Love" med Juice, S.O.A.P. og Remee. Sangen var den næstmest spillede julesang på dansk radio i perioden 2008-2012. I december 2013 modtog singlen guld for 900.000 streams.
I 1999 medvirkede hun som både forsanger og som baggrundsvokal på Stig Kreutzfeldts tredje soloalbum, Aeternus. Albummet blev udgivet i forbindelse med middelalderåret, og var inspireret af middelalder og folkemusik
Sammen med veninderne Engelina og Ida Corr (som Undhjem tidligere sang med i duoen Sister) var hun med i gruppen Sha Li Mar, der stod for den musikalske underholdning i TV 2-programmet Venner for livet, der blev sendt fredag aften. I 2002 udsendte de et album med coverversioner af bl.a. Madonna, David Bowie, Bee Gees og Rod Stewart, og tog på turné. Samme år sang hun på DJ Aligator-singlen "Dreams" fra albummet The Sound of Scandinavia.
Undhjem lagde vokal til popduoen Nik & Jays to store hits fra henholdsvis 2004 og 2005, "En dag tilbage" og "Kan du høre hende synge". I 2004 var hun også med til at skrive Popstars-vinderen Maria Lucias hit "Taking Back My Heart".
Hun har været med i det norske Melodi Grand Prix to gange. I 2006 med sangen "My Dream", og i 2007 med "Here". I 2009 deltog hun i Dansk Melodi Grand Prix med sangen "Underneath My Skin", der var skrevet af Mads Haugaard og Bryan Rice.
Undhjem er tilknyttet det københavnske publishingfirma Good Songs Publishing.

## Diskografi

### Solo
- 1998 Watching You

### You Know Who
- 1997 You Know Who

### Gæsteoptrædener
- 1998 "Let Love Be Love" -  Juice, S.O.A.P. og Remee
- 2002 "Dreams" - DJ Aligator
- 2004 "En dag tilbage" - Nik & Jay
- 2005 "Kan du høre hende synge" - Nik & Jay
- 2006 "My Dream" (Norsk Melodi Grand Prix)
- 2007 "Here" (Norsk Melodi Grand Prix)
- 2009 "Underneath My Skin" (Dansk Melodi Grand Prix